# Снятие с креста (Рогир ван дер Вейден)
«Снятие с креста» (нидерл. Kruisafneming, 1435—1440) — алтарная картина (центральная часть триптиха, боковые створки не сохранились) фламандского живописца Рогира ван дер Вейдена, одна из вершин европейского изобразительного искусства XV века. В настоящее время хранится в мадридском музее Прадо.

## История создания
Картина была заказана гильдией арбалетчиков Лёвена и изначально находилась в Капелле Девы Марии «что за стеной». В знак того, что картина заказана гильдией, в углах панелей изображены маленькие арбалеты. Историки искусства датируют создание картины приблизительно 1435 годом. В 1548 году картину ван дер Вейдена обменяли на её копию работы Михиэля Кокси и орган. Новым владельцем «Снятия с креста» стала сестра Карла V, штатгальтера Габсбургских Нидерландов, Мария Австрийская. «Снятие с креста» находилось в замке Марии в Бинче, где в 1551 году картину увидел испанский дворянин Винсенте Альварес, отозвавшийся о произведении ван дер Вейдена так:

Это была лучшая картина во всём замке и даже, я считаю, во всём мире, потому что я видел в этих краях многие хорошие картины, но никто не мог сравниться с ней по верности природе и благоговейности изображения. Все, кто видел её были того же мнения.

Альварес сопровождал будущего короля Испании Филиппа II. Филипп перевёз картину в Испанию, где она хранилась в капелле его охотничьего домика в Эль-Пардо. С 1574 года картина находилась в Эскориале. В инвентаре, датированном 15 апреля 1574 года упоминается:

…большая панель, на которой изображено снятие с креста, с нашей Девой и другими восемью фигурами… руки Мастера Рогира, которая принадлежала королеве Марии.

В 1939 году «Снятие с креста» было передано в музей Прадо.

## Сюжет
О снятии с креста тела Иисуса (в связи с положением во гроб) упоминают все евангелисты: Матфей (Мф. 27:57-59), Марк (Мк. 15:43-46) и Лука (Лк. 23:50-54) сообщают о том, что тело Христа снял его тайный ученик Иосиф Аримафейский. Иоанн (Ин. 19:38) добавляет ещё одного участника снятия — Никодима. Ни один из евангелистов не говорит о том, что в снятии участвовали Дева Мария, жены-мироносицы, Иоанн Богослов, обыкновенно изображаемые в произведениях на эту тему. В средние века в связи со снятием тела большое внимание уделялось роли матери Иисуса. Примером может послужить анонимный текст XIV века Meditationes de Vita Christi, возможно его автором является Лудольф Саксонский. Существует мнение, что описание снятия тела Христа из этого произведения оказало влияние на многих художников, в том числе и Рогира ван дер Вейдена:

Тогда Дева Мария благоговейно принимает его правую руку и прижимает её к своей щеке, смотрит на неё и целует её со слезами и печальными вздохами.

Историк искусства Лорн Кэмпбелл так идентифицирует персонажей картины (слева направо): Мария Клеопова; святой Иоанн Богослов; Саломея-повитуха (в зелёном, поддерживает упавшую в обморок Деву Марию); Никодим (в красном) — держит тело Иисуса; молодой человек на лестнице — слуга Никодима или Иосифа Аримафейского; Иосиф Аримафейский (персонаж в тканых золотом одеждах); бородатый человек за Иосифом с сосудом, вероятно, ещё один слуга (сосуд — атрибут Марии Магдалины, содержащий «фунт нарда, очень дорогого», которым она помазала ноги Иисуса) и сама Мария Магдалина. 

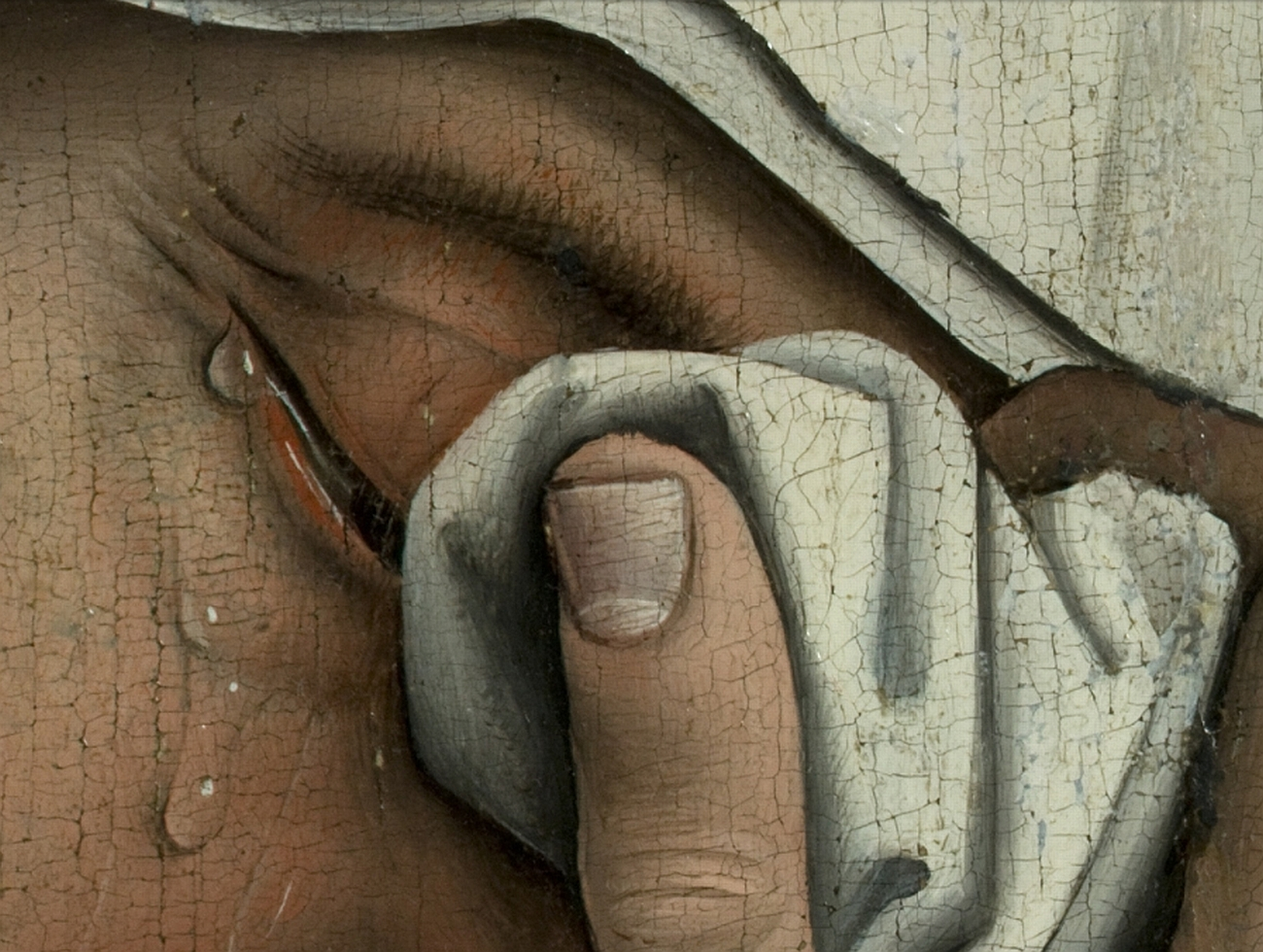
Слёзы Марии Клеоповой.

Между историками искусства существует разногласие, кто из персонажей Иосиф Аримафейский и Никодим. Дирк де Вос считает, что Иосиф — человек в красном, держащий тело Христа, а Никодим — это тот, кто поддерживает ноги Христа.
Основной центр композиции — Христос и Дева Мария, падающая в обморок. Ван дер Вейден нарушил ранее существовавшие каноны, придав телу Девы необычное для нидерландской живописи положение. Её фигура почти повторяет положение тела сына и символизирует мистическую преданность Матери, высказанную ещё Фомой Кемпийским в трактате Imitatio Christi (1418). Здесь художник раскрывает мир чувств, понятный каждому человеку, и заставляет зрителя сопереживать происходящему.
Дирк де Вос предположил, что алтарь по замыслу ван дер Вейдена должен был иметь грандиозное деревянное обрамление, и что изображение на картине должно было соперничать с полихромной скульптурой. Ван дер Вейден трактует жесты и выражения лиц персонажей, опираясь не столько на традицию живописи, сколько пластических видов искусства. Фигуры почти в человеческий рост, переданные в аперспективе, помещены в ограниченное пространство (но в картине не менее пяти планов) и представляют собой одну слитную группу. Этот приём позволяет сконцентрировать внимание зрителя на переднем плане композиции и усиливает трагизм изображённой сцены.
Положение рук Христа и Матери (новых Адама и Евы) направляет взгляд зрителя на череп Адама, символизируя таким образом сущность искупления.
Кэмпбелл утверждает, что ключом к работе является не реализм, а скорее использование искажений, вызывающих чувство беспокойства. Вводя совершенно иррациональные детали, деформируя реальные образы, художник достигает наивысшего эмоционального воздействия. Кэмпбелл предполагает, что в определённых отношениях «Снятие с креста» ван дер Вейдена имеет больше общего с произведениями Матисса и Пикассо (особенно с его Герникой), чем с картинами его современников.